# Hrabstwo Valley (Idaho)
Hrabstwo Valley (ang. Valley County) – hrabstwo w stanie Idaho w Stanach Zjednoczonych. Obszar całkowity hrabstwa obejmuje powierzchnię 3733,66 mil² (9670,13 km²). Według szacunków United States Census Bureau w roku 2009 miało 8726 mieszkańców. Jego siedzibą administracyjną jest Cascade.
Hrabstwo założono 26 lutego 1917 r.

## Miejscowości
- Cascade
- Donnelly
- McCall

## CDP
- Smiths Ferry
- Yellow Pine